# Zi:Kill
Zi:Kill (estilizado como ZI:KILL ou ZI÷KILL) foi uma banda japonesa de rock da cena visual kei formada em Kanagawa, ativa de 1987 a 1994. Sua formação se consolidou em 1991 com o vocalista Tusk, o baixista Seiichi, o guitarrista Ken e o baterista Eby. Anteriormente, os bateristas Yukihiro (atualmente no L'Arc~en~Ciel) e Tetsu (ex D'erlanger) haviam feito parte do grupo.
Com três de seus álbuns de estúdio alcançando o top dez da Oricon Albums Chart e um dos seus álbuns independentes figurando na parada principal, são considerados um ato importante do então emergente movimento visual kei. O álbum Desert Town foi considerado um dos melhores de 1989 a 1998 em uma edição da revista musical Band Yarouze.

## Carreira

### 1987–1990: Formação e primeiros anos
A banda foi formada como G-Kill em novembro de 1987 pelo guitarrista Ken e baixista Seiichi. O vocalista Tusk entrou em fevereiro de 1988 e logo depois Masami ingressou como baterista. Em 20 de abril se apresentaram ao vivo pela primeira vez, no Meguro Rokumeikan. Em janeiro de 1989 iniciaram as gravações de seu primeiro álbum, Shin Sekai ~Real of the World~. No dia 15 de março, apresentaram um show no Shinjuku Loft e nele venderam uma edição limitada do álbum com apenas 100 cópias, contudo também distribuíram um disco promocional contendo a última faixa do álbum para todos os presentes no show. Foi lançado oficialmente em 21 de março pelo selo Ghost Disc em LP, com 5000 cópias impressas. Foi relançado em CD em 21 de julho com a faixa extra "Karei", desta vez distribuído pela Extasy Records, cujo fundador Yoshiki foi apresentado à banda por seu colega de banda do X Japan, hide. Com o lançamento do álbum, a banda consolidou o nome Zi:Kill. Depois de um show em 3 de maio no Meguro Live Station, Masami deixou o grupo.
Em 1990, após recrutar o novo baterista Yukihiro e assinar oficialmente com a Extasy, eles lançaram seu segundo álbum em 1 de março, Close Dance. O álbum foi um sucesso ainda maior; alcançou a primeira posição na parada de álbuns independentes da Oricon, com 30.000 cópias pré-encomendadas. A capa foi desenhada por Maki Kusumoto, autora do mangá KISSxxxx. Durante um show em 10 de outubro no Shibuya Kōkaidō, Zi:Kill anunciou sua assinatura com a grande gravadora Toshiba EMI, que deu à banda seu próprio subselo, Planet Ground. Depois de uma pequena turnê, Zi:Kill foi para Londres, onde trabalharam em seu lançamento em uma grande gravadora. Ao completar o álbum, Yukihiro foi expulso da banda e o último show que ele participou foi em 28 de dezembro de 1990 no Kawasaki Club Citta.

### 1991–1994: Estreiamajor, ascensão e separação
Desert Town, o primeiro álbum do Zi:Kill em uma grande gravadora, foi lançado em março de 1991. Alcançou o top 10 das paradas da Oricon, e seu single de estreia "Lonely" vendeu 40.000 cópias. Depois de recrutar o novo baterista Tetsu (ex. D'erlanger) e colaborarem com a Kamaitachi, apresentaram-se pela primeira vez no grande Nippon Budokan, em 1 de agosto. No mesmo mês, Tusk foi hospitalizado devido a amigdalite e todos os shows do Zi:Kill até novembro foram cancelados. Em 24 de setembro, Tetsu deixou a banda. No dia 27, o single "Hero" foi lançado. No final de outubro participaram do festival da Extasy Records, Extasy Summit, e neste show Eby entrou como novo baterista. Após enfrentar uma disputa entre gravadoras, lançando um álbum de grandes êxitos pela Extasy (Tomorrow...) e outro pela EMI (Disgrace - The best of Zi:kill), eles ingressaram na King Records.
Em 1993, Rocket foi lançado e se tornou o álbum que alcançou a posição mais alta na Oricon, ficando em quinto lugar. A canção "Calling" foi usada na trilha sonora do anime Fatal Fury 2: O Desafio de Krauser. Enquanto isso, Tusk estrelou o filme Seth et Holth criado por hide. No ano seguinte, o Zi:Kill anunciou sua repentina separação, encerrando as atividades depois de 7 de março.

### 1994–presente: Pós-dissolução
Em 1995, Seiichi, Tusk e Tetsu formaram a banda Craze, que acabou em 2005. Tusk também entrou no grupo The Slut Banks em 1996, que se separou em 2000 e voltou as atividades em 2007. Em 2021, Seiichi formou a banda OXYMORPHONN.
Após brevemente fazer parte da banda Optic Nerve, Yukihiro integrou o supergrupo Die in Cries formado por Kyo do D'erlanger de 1991 a 1995. Em 1998, ele se juntou a famosa banda L'Arc~en~Ciel, onde toca até hoje. Além disso, em 2001 ele formou o projeto solo Acid Android e em 2022 formou Petit Brabancon com Kyo do Dir en grey.

## Estilo musical
Inicialmente considerada uma banda de rock gótico, foram classificados como visual kei conforme o termo emergia. A musicalidade de Zi:Kill foi influenciada pelo movimento new wave dos anos 70 e 80, assim como thrash metal e punk rock, ao mesmo tempo que incluíam o famoso beat rock de Boøwy. OK Music os descreveu como uma banda com som fortemente orientado pelo Reino Unido.

## Legado
Kyo do Dir en grey contou ser fã de Yukihiro desde o Zi:Kill. JRock Revolution citou Zi:Kill como um dos artistas da Extasy Records que "vieram a deixar sua marca na cena musical japonesa."
Em 2022, o evento Você conhece Visual Kei? (V系って知ってる？, V-keitte shitteru?) teve um show cover de tributo ao Zi:Kill realizado por Mako e aie do Deadman, Miya de Mucc, Kazu de gibkiy gibkiy gibkiy e Asanao de lynch.

## Membros
- Tusk Itaya (板谷祐) – vocais (1988–1994)
- Ken Matsudaira (松平健) – guitarra (1987–1994)
- Seiichi Iida (飯田成一) – baixo (1987–1994)
- Makoto "Eby" Ebina (海老名淳) – bateria (1991–1994)

### Ex membros
- Masami – bateria (1989)
- Yukihiro – bateria (1990)
- Tetsu Kikuchi (菊地哲) – bateria (1991)

## Discografia
| Título                                                       | Lançamento            | Posição na Oricon | Vendas |
| ------------------------------------------------------------ | --------------------- | ----------------- | ------ |
| Shin Sekai ~Real of the World~ (真世界〜REAL OF THE WORLD〜) | 21 de março de 1989   | -                 | -      |
| Close Dance                                                  | 25 de março de 1990   | 1 (indies)        | -      |
| Desert Town                                                  | 20 de março de 1991   | 10                | 63,710 |
| In the Hole                                                  | 28 de outubro de 1992 | 8                 | 49,710 |
| Rocket                                                       | 9 de junho de 1993    | 5                 | 50,160 |

Singles
- "Lonely" (6 de março de 1991)
- "Hero" (27 de setembro de 1991)
- "Slow Down" (21 de outubro de 1992)
- "Calling" (21 de julho de 1993)